# ناحية تل عرن
ناحية تلعرن إحدى نواحي سوريا تتبع إداريّاً لمحافظة حلب منطقة السفيرة ومركزها بلدة تلعرن، إحدثت الناحية فصلاً عن ناحية مركز السفيرة بقرار من وزارة الإدارة المحلية والبيئة العام 2009.

## بلدات وقرى ناحية تلعرن
بلاط، تل علم،  تل عرن ، تل حاصل، تل عابور، أبو صفيطة، الحتاني، عين عسان، باشكوي، كبارة.